# Konzepter
Der Konzepter ist ein in den Feldern der Marketing-Kommunikation wie z. B. Werbung, Public Relations, Live-Kommunikation, Neue Medien und Multimedia tätiger Entwickler von Konzeptionen im Marketing. Er erstellt federführend gemeinsam mit anderen Projektbeteiligten wie z. B. Projektmanager, Screen Designer, Grafik-Designer, Programmierer das Konzept für das Projekt oder die Produktion. Weitere häufig verwendete Begriffe für den Konzepter sind: Konzeptioner, Konzeptionist, Konzeptionstexter und (im Bereich digitaler Medien) Informationsarchitekt.

## Tätigkeit

### Werbung und PR
In Werbung und Public Relations erarbeitet der Konzepter umfassende Werbe- bzw. Kommunikationskampagnen, die in die Marketing-Kommunikationsstrategie bzw. Markenstrategie des jeweiligen Auftraggebers integriert sein müssen. Ein wesentlicher Arbeitsschritt ist daher – vor Aufnahme der eigentlichen Ausarbeitung – die Recherche, Strukturierung und Bewertung von Informationen, im Dialog mit Projektverantwortlichen und Kunden. Im weiteren Verlauf der Ausarbeitung hat der Konzepter crossmedial und interdisziplinär zu arbeiten, was sichere Fähigkeiten in allen relevanten Maßnahmenoptionen voraussetzt.

### Live-Kommunikation
In der Live-Kommunikation kreiert der Konzepter die Übersetzung von Kommunikationszielen in Maßnahmen der Live-Kommunikation, wie z. B. Kunden-Events, Messeauftritte, Produktpräsentationen, Bühnenprogramme, Veranstaltungen der Mitarbeitermotivation, Incentives, Tagungen, Kongresse etc. Hierbei arbeitet der Konzepter die jeweilige Maßnahme konkret bis ins Detail aus u. a. mittels Scripts, Storyboards, Ablaufbeschreibungen, Regieplänen, Visualisierungen und begleitet auch häufig den Schaffens- und Produktionsprozess (Auswahl von Künstlern, Proben, Bauten, Musikproduktion etc.). Nachdem das Feld der Formate in der Live-Kommunikation ein weites ist, benötigt der Konzepter breite Expertise nicht nur in Belangen der künstlerischen Produktion, sondern z. B. auch in technischen, logistischen und architektonischen Aspekten einer Produktion, denn jedes Detail der Maßnahme und ihres Ablaufs ist bei ihm Konzeptbestandteil. Expertise in der Marketing-Kommunikation darf als gegeben vorausgesetzt werden, muss die Maßnahme stets in die Kommunikationsstrategie des Auftraggebers integriert werden.

### Neue Medien
Der Arbeitsschwerpunkt des Konzepters im Bereich Neue Medien liegt nicht in der Gestaltung von Oberflächen (Interfaces), sondern bei der medienintegrativen Gestaltung von Handlungsabläufen bzw. interaktiven Ablaufstrukturen. Dafür erstellt der Konzepter zunächst ein Exposé oder Strategisches Konzept, das in einer Grobkonzeption erweitert und schließlich im Detail als Storyboard oder Feinkonzept ausgearbeitet wird. Letzteres bildet die Grundlage für die Gestaltung der Inhalte (zusammen mit dem Texter oder Online-Redakteur), der Oberflächen (zusammen mit dem Programmierer oder Screen Designer) und der Funktionsweise in der technischen Umsetzung. Dazu werden technische Zeichnungen wie Wireframes und später oftmals Prototypen erstellt. Das Tätigkeitsprofil des Konzepters hat sich in der Blütezeit der New Economy aus dem des Multimedia-Autors sowie des Projektmanagers ausdifferenziert, wird jedoch  nach wie vor auch von anderen Berufszweigen wie dem Online-Redakteur, dem Projektmanager oder dem Screen Designer in Personalunion wahrgenommen. Das Leistungsspektrum des Konzepters in den Neuen Medien wird im englischen Sprachraum häufig von Information Architects und User Experience/User Interface Designer (UX/UI Designer) abgedeckt, die dann hauptsächlich mit analytisch-abstraktem (IA) oder visuellem (UX/UI) Schwerpunkt arbeiten.

## Voraussetzungen
Das typische Anforderungsprofil für einen Konzepter lautet generell:
- Kreativität
- Breite Allgemeinbildung
- Umfangreiches Medienwissen
- Strategisches, analytisches und strukturiertes Denken
- Fachwissen in der Marketing-Kommunikation und in der Informationsvermittlung
- Interdisziplinarität
- Professionelle Schreibfähigkeiten, gutes Ausdrucksvermögen
- Hohe Team- und Kommunikationsfähigkeit
- Beherrschung von Präsentationstechniken
- Gute Kenntnisse in allen für das jew. Feld relevanten und angrenzenden Bereichen